# ITB Berlin

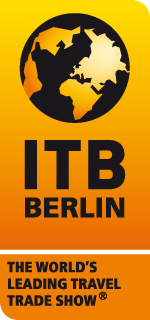

ITB Berlin (tyska: Internationale Tourismus-Börse) en årligen återkommande turistmässa som hålls på ICC Berlin och Messe Berlin i Berlin. Den arrangerades första gången 1966. Mässan behandlar temana resa, turism och semester. ITB är den största turistmässan i världen.